# Ramon Crusi i Moré
Ramon Crusi i Moré (Portbou, 9 de febrer de 1926 - 10 de març de 2013) fou un escriptor i jugador d'escacs català, que destacà en la disciplina dels escacs per correspondència, en què va assolir el títol de Mestre Internacional de la ICCF el 1994. Col·laborà en revistes especialitzades tant nacionals com estrangeres. Fou guardonat per la Generalitat amb la medalla de Forjador de la Història Esportiva de Catalunya. La Federació Catalana d'Escacs el va incorporar a l'equip tècnic i a la redacció del Butlletí d'escacs. Va ser entrenador de Pepita Ferrer Lucas, diverses vegades campiona d'Espanya.

## Obres
- 101 Minipartidas, editorial Escaques, 1970.
- ABC completo de ajedrez, editorial Círculo de Lectores, ISBN 8422610353, 1978.
- El Gambito Letón, editorial Ramón Crusi i Moré, 1978.
- Minipartidas, editorial Ramón Crusi i Moré.
- Minidefensas, editorial Ramón Crusi i Moré, ISBN 978-84-604-2378-2.
- El Ruy López en minipartides, editorial El Llamp, ISBN 978-84-7781-070-4, 1992.
- Mini partidas del peon de dama, de flanco, contragambitos, gambitos, india de rey y de dama. 102 partidas comentadas, 130 complementarias y 102 diagramas. Teoria El Gambito Schara Hennig D32, editorial Hurope, 1993.
- Ataques contra el enroque, editorial Paidotribo, ISBN 84-8019-245-3, 1999.
- Ataques al rey, editorial Paidotribo, ISBN 84-8019-404-9, 2001.
- Ajedrez brillante, editorial Paidotribo, ISBN 84-8019-521-5, 2001.
- Mates típicos, editorial Paidotribo, ISBN 978-84-8019-043-5, 2008.